# Жикина династия
«Жикина династия» (серб. Žikina dinastija) — югославский комедийный фильм, снятый и выпущенный в кинотеатрах Югославии в 1985 году режиссером Зораном Чаличем. Он представляет собой седьмую часть серии фильмов «Безумные годы» и сиквел к фильму «Что происходит, когда любовь приходит».
Следующий фильм, «Вторая Жикина династия», был выпущен в 1986 году.

## Сюжет
Дедушка Жика и дедушка Милан находятся под влиянием телесериала «Династия» и переживают, что их внук Миша вообще не интересуется женщинами. Вот почему дедушка Жику паникует, как бы Миша не заблудился, «как молодой Кэррингтон». Вот почему он идет со своим другом Миланом к доктору Недельковичу за помощью. Однако Жика не доверяет медицине и начинает применять собственную терапию.

## В ролях
- Драгомир Боянич Гидра — Жика Павлович
- Марко Тодорович — Милан Тодорович
- Риалда Кадрич — Мария
- Владимир Петрович — Боба
- Никола Коджо — Миша
- Гала Виденович — Наташа
- Елена Жигон — Елена
- Лидия Вукичевич — Лилика
- Весна Чипчич — Эльза
- Велимир Бата Живойнович — врач Неделькович
- Милан Срдок — Миге
- Снежана Савич — дама в поезде
- Лиляна Янкович — Вука
- Сюзана Манчич — девушка в машине
- Радослава Маринкович — дама без нижнего белья
- Никола Милич — официант
- Мирослав Бата Михайлович — дурак
- Ольга Познатова — мать дурака
- Лиляна Седлар
- Любомир Чипранич — Милиционер
- Предраг Милинкович — Скрипач
- Минья Войводич
- Богдан Михайлович
- Селена Станкович
- Мария Баялица
- Слободан Алексич
- Душица Стоянович
- Борис Станик
- Тонко Дупало
- Славолюб Плавшич

## Критика
Фильм «Жикина династия» получил очень положительный приём критиков, похвалившие сюжет, сценарий, актёрскую игру и юмор На сайте IMDb фильм получил наивысший рейтинг во всей серии в 7.6/10. Фильм, как и первые две части, стал культовым и получил большую популярность на родине.

## Продолжение
«Вторая Жикина династия» — югославский комедийный фильм, снятый в 1986 году режиссером Зораном Чаличем. Он представляет собой восьмую часть серии фильмов «Безумные годы».